# Radio Televisyen Malaysia
Radio Televisyen Malaysia (RTM) ist ein am 1. April 1946 gegründeter Staatssender in Malaysia.
Der frühere Name war Radio Malaya. Er betreibt eine Reihe von Radio- und Fernsehkanälen, darunter acht nationale Radiostationen, 16 auf Bundesstaatenebene und 2 Fernsehstationen. Von 1987 bis 2004 war das Motto des Senders Teman Setia Anda (Dein loyaler Freund). Der Fernsehmarktanteil beträgt 17 %.